# Zdenko Runjić
Zdenko Runjić (* 26. Oktober 1942 in Slavonski Brod; † 27. Oktober 2004 in Split) war ein jugoslawischer bzw. kroatischer Komponist und Musiker.

## Biographie
Ab 1945 lebte Runjić  in Split, wo er die Volksschule besuchte und eine weiterführende Schule im Bereich Technik besuchte.
1967 diplomierte er in der Fachrichtung Elektronik an der Universität Split.
Obwohl er keinerlei musische Ausbildung hatte, war er von 1960 bis 1976 sowie von 1979 bis 1992 musikalischer Leiter von Radio Split.
Von 1970 bis 1974 bekleidete er den Posten des Direktors des Verlagshauses MEI-INTERFEST.
Ende der 1980er und Anfang der 1990er Jahre war er der künstlerische Leiter (Direktor) des Spliter Festivals.

## Musikkarriere
Zu Lebzeiten hat Runjić ungefähr 700 Lieder geschrieben. Die meisten seiner Lieder (ca. 200) hat Oliver Dragojević gesungen. Die Zusammenarbeit zwischen Runjić, Tereza Kesovija und Dragojević hat Runjič 23 erste Plätze beim Spliter Festival eingebracht.
Neben Oliver Dragojević hat Zdenko Runjić auch Lieder für andere Größen der kroatischen Musikszene wie zum Beispiel  Mišo Kovač, Josipa Lisac, Ibrica Jusić, Goran Karan, Meri Cetinić, „Novi fosili“, „Magazin“, Doris Dragović und viele anderen geschrieben.
Das Lied Galeb i ja (Die Möwe und ich) gilt als eines der schönsten kroatischen Lieder überhaupt und wurde zur inoffiziellen Hymne der Stadt Split sowie ganz Dalmatiens.
Sein Erfolg bescherte ihm nicht nur Freunde. 1993 gründete er, aufgrund von Streitigkeiten mit dem Spliter Festival, ein eigenes Festival unter dem Namen Melodije Hrvatskog Jadrana (Melodien der kroatischen Adria)
Ebenso war Zdenko Runjić ein erfolgreicher Unternehmer, sein Verlagshaus Skalinada gewann sehr schnell viel Beachtung in der kroatischen Musikszene.
1998 wurde er mit dem kroatischen Musikpreis Porin für sein Lebenswerk ausgezeichnet.